# تلتلة
التلتلة ظاهرة صوتية لغوية قديمة وهي كسر حرف المضارعة، فيقال: أنا إعرف، أنت تِعرف، هو يِعرف. وتنسب هذه الظاهرة لتميم، وقيس، وأسد، وقبائل أخرى. وهي ظاهرة سامية قديمة توجد في العبرية والسريانية والحبشية. ما زالت هذه الظاهرة مسموعة في جنوب نجد وفي شرق الجزيرة العربية.